# Meoneura atoma
Meoneura atoma är en tvåvingeart som beskrevs av Papp 1981. Meoneura atoma ingår i släktet Meoneura och familjen kadaverflugor. Inga underarter finns listade i Catalogue of Life.